# 333207 Lilliannguyen
333207 Lilliannguyen è un asteroide della fascia principale. Scoperto nel 2005, presenta un'orbita caratterizzata da un semiasse maggiore pari a 2,3332455 au e da un'eccentricità di 0,1549918, inclinata di 3,18104° rispetto all'eclittica.
Fa parte della famiglia di asteroidi Nisa.
L'asteroide era stato inizialmente battezzato 333207 Liliannguyen per poi essere corretto nella denominazione attuale.
L'asteroide è dedicato a Lillian Nguyen, ingegnere informatico statunitense che ha valutato e pianificato le osservazioni di altimetria laser OSIRIS-Rex, raccolte con successo dalla missione e hanno permesso un campionamento affidabile di 101955 Bennu.